# Kana-zōshi
Les kana-zōshi (仮名草子) sont un type de livres japonais produits principalement à Kyoto entre 1600 et 1680. Le terme signifie littéralement « livres écrits en kana » (le kana étant le syllabaire phonétique japonais plus simple à lire et à écrire que le kanji, ou idéogrammes chinois). La désignation découle donc du fait que le texte de ces livres est écrit entièrement en kana ou dans un mélange de kana et de kanji. Les kana-zōshi sont considérés comme un genre de transition qui comble le fossé entre les romans de chevalerie médiévaux et le premier chef-d’œuvre de la littérature de l'époque d'Edo (1600-1868), l'ukiyo-zōshi composé par Ihara Saikaku (1642-93). Le genre comprend un assortiment improbable d'essais, de récits, de guides de voyage pour des lieux renommés, de chroniques militaires, d'écrits religieux et des textes de critiques. Malgré le manque d'uniformité dans le contenu, les kana-zōshi sont classés comme un genre distinct principalement basé sur le fait qu'ils sont les premiers travaux littéraires imprimés et largement diffusés au Japon. Les spécialistes affirment également que les kana-zōshi sont généralement de qualité littéraire plus élevée et plus réaliste que les formes médiévales, telles que les otogi-zōshi qui les précèdent.

## Caractéristiques dukana-zōshi
Avant les années 1620, les seuls livres disponibles au Japon sont les manuscrits. Les kana-zōshi imprimés sont moins coûteux et plus faciles à obtenir que ces manuscrits antérieurs. Ils sont donc considérés comme le premier exemple de la littérature commerciale produite au Japon. Il convient de garder à l'esprit, cependant, le caractère relativement limité de leur popularité. Le coût d'un seul volume est encore prohibitif et représente à peu près l'équivalent de ce qu'un ouvrier peut gagner pendant deux ou trois jours de travail. Qui plus est, les livres, en raison de leurs faibles tirages (souvent seulement quelques centaines d'exemplaires), sont rarement diffusés au-delà de Kyoto, Osaka et Edo, les centres d'édition du Japon pré-moderne.
Malgré ces limites, l'apparition de ces livres constitue une nouvelle tendance importante dans la production littéraire. Étroitement liés à l'accroissement des centres urbains du Japon, à la montée en puissance économique de la classe des chōnin (bourgeois urbains), à l'augmentation des taux d'alphabétisation et à l'avènement de la technologie de gravure sur bois, les kana-zōshi apparaissent comme une nouvelle forme très particulière de littérature plébéienne. Ses auteurs sont issus de la partie instruite de la population, dont des lettrés, des prêtres bouddhistes, des courtisanes, des samouraïs et des rōnin. Mais son lectorat se compose principalement des habitants non aristocratiques des villes en croissance du Japon.
Contrairement aux otogi-zōshi et d'autres formes de contes médiévaux japonais, les kana-zōshi ont tendance à être plus réalistes, avec moins d'éléments surnaturels ou fantastiques. Qu'ils soient destinés à divertir ou à informer, les récits kana-zōshi offrent plus de détails sur les personnages et leur environnement, contiennent des dialogues plus naturels et présentent une tranche plus représentative de la vie.
Bien que plus habilement écrits que les otogi-zōshi, les kana-zōshi sont considérés comme moins avancés en termes de structure et de jeux de mots que les ukiyo-zōshi ultérieurs composés par Saikaku. Reflétant les goûts de leur public relativement moins sophistiqué, les kana-zōshi invoquent souvent des jeux de mots simples pour produire des effets humoristiques. Le mot hanatare par exemple, qui peut signifier à la fois un nez qui coule ou une fleur tombante, est utilisé pour décrire un jeune enfant portant le nom de famille « Fujiwara » (champ de glycines). Ce type de jeu de mots caractérise le niveau de l'humour dans les kana-zōshi.
Chaque livre kana-zōshi est composé de un à douze minces volumes de 20 à 30 feuilles chacun, avec environ un cinquième de l'espace consacré à l'illustration. Le prix des livres est principalement déterminé par le nombre de volumes.

## Développement dukana-zōshi
Les spécialistes divisent généralement les kana-zōshi en deux groupes :

### Kana-zōshianciens
Les kana-zōshi anciens sont écrits principalement par des membres des classes éduquées, dont des samouraï de rang inférieur, des courtisans, des prêtres bouddhistes, et des érudits. Parce que ces ouvrages sont écrits par des auteurs très instruits, ils sont souvent didactiques, encouragent un comportements fondé sur le sens moral de la génération précédente. Les premiers kana-zōshi sont répartis en trois catégories : les livres destinés à divertir, les ouvrages destinés à éclairer intellectuellement, et les œuvres écrites pour éduquer les gens sur des questions pratiques. Les kana-zōshi écrits pour divertir comprennent des récits de guerre, des romans et des parodies d'anciens grands classiques tels que l'Ise monogatari. Ceux écrits afin de promouvoir l'épanouissement intellectuel s'occupent principalement de concilier les idées du bouddhisme, du shintoïsme et du confucianisme. Les kana-zōshi plus pratiques comprennent des guides de voyages, des échantillons de lettres d'amour bien écrites, et des critiques de courtisanes célèbres et d'acteurs du kabuki.

### Kana-zōshitardifs
Les kana-zōshi tardifs sont ceux écrits au cours de la seconde moitié du XVIIe siècle. Contrairement aux kana-zōshi anciens, les kana-zōshi tardifs sont écrits pour la plupart par des roturiers à destination d'un lectorat bourgeois. Ce changement dans la classe sociale des auteurs se reflète dans le fait que les protagonistes des œuvres tardives sont généralement des gens du commun. Par ailleurs, le langage utilisé dans les kana-zōshi tardifs est plus réaliste et les personnages masculins et féminins parlent en utilisant des structures spécifiques à leur sexe. De nombreux chercheurs pensent que cette évolution vers le réalisme ouvre la voie à l'ukiyo-zōshi, genre littéraire qui émerge plus tard et qui est partiellement défini par son intense réalisme.

## Auteurs représentatifs
Asai Ryōi (mort en 1691) et Suzuki Shōsan (1579-1655) comptent parmi les célèbres écrivains de kana-zōshi. Leurs principaux ouvrages comprennent Nise monogatari (« Conte de mensonges » : Une parodie des Contes d'Ise), Shimizu monogatari (« Conte de Shimizu »), Tokaidō meishoki (« Sites fameux du Tokkaidō ») et Musashi abumi (« Les étriers de Musashi »). L'exemple le plus célèbre du genre est Ukiyo monogatari (« Contes du monde flottant », 1661) de Ryōi, conte comique d'un jeune homme nommé Hyōtarō qui se met dans toutes sortes d'ennuis avec le jeu, la prostitution, etc. puis apprend d'anciens de la ville de précieuses leçons sur la bonne façon de vivre sa vie.